# Hound Dog Taylor
Theodore Roosevelt "Hound Dog" Taylor, född 12 april 1915 i Natchez, Mississippi, död 17 december 1975 i Chicago, Illinois, var en amerikansk bluesgitarrist och sångare. Endast ackompanjerad av Brewer Phillips på gitarr och Ted Harvey på trummor kombinerade Taylor Chicagobluesen och slidegitarr i dess råaste form.

## Biografi
Hound Dog Taylor började spela gitarr som 20-åring. Han flyttade 1942 till Chicago och blev musiker på heltid 1957. Hans kompband gick under namnet The HouseRockers och bestod av andregitarristen Brewer Phillips och trumslagaren Ted Harvey.
De upptäcktes så småningom av Bruce Iglauer, en anställd på Delmark Records, som efter att ha misslyckats med att få sin arbetsgivare att ge dem kontrakt grundade skivbolaget Alligator Records och gav ut deras debutalbum Hound Dog Taylor and the HouseRockers 1971. Ytterligare ett album följde 1973, Natural Boogie. Efter Taylors bortgång 1975 har ytterligare ett antal album getts ut postumt.
Hound Dog Taylor valdes postumt in i Blues Hall of Fame 1984.
Hound Dog Taylor föddes med sex fingrar på varje hand. Han skar själv bort det sjätte fingret på sin högra hand med ett rakblad för att det störde hans gitarrspel. 

## Diskografi
- 1971 – Hound Dog Taylor and the Houserockers
- 1973 – Natural Boogie
- 1975 – Beware of the Dog
- 1982 – Genuine Houserocking Music
- 1990 – Release the Hound
- 1994 – Freddie's Blues